# Каніжа (Славонія)
Ка́ніжа (хорв. Kaniža) — село в Хорватії у складі громади Бебрина, в області Славонія, адміністративно належить до Бродсько-Посавської жупанії. Є одним із осередків розселення хорватських українців.

## Положення
Каніжа лежить у долині річки Сава, за 15 км від Славонського Броду і за два кілометри від річки Сава. Сусідні села — Слободниця, Бебрина, Зб'єг.

## Населення
Населення за даними перепису 2011 року становило 808 осіб.
Динаміка чисельності населення поселення:

## Українці у Каніжі
Українці оселилися в Каніжі близько 1900 року. Згідно з переписом 1910 року, 400 з тодішніх 1206 жителів села були українцями. Вони організаційно об'єднані і мають своє Українське культурно-освітнє товариство ім. Тараса Шевченка.
У селі також діє греко-католицька церква, де збираються жителі українського походження.

## Клімат
Середня річна температура становить 11,23°C, середня максимальна – 26,08°C, а середня мінімальна – -6,43°C. Середня річна кількість опадів – 794 мм.
| Клімат поселення                              | Клімат поселення | Клімат поселення | Клімат поселення | Клімат поселення | Клімат поселення | Клімат поселення | Клімат поселення | Клімат поселення | Клімат поселення | Клімат поселення | Клімат поселення | Клімат поселення | Клімат поселення |
| Показник                                      | Січ.             | Лют.             | Бер.             | Квіт.            | Трав.            | Черв.            | Лип.             | Серп.            | Вер.             | Жовт.            | Лист.            | Груд.            |                  |
| Середній максимум, °C                         | 6,23             | 8,65             | 13,28            | 17,92            | 22,98            | 26,08            | 25,93            | 25,10            | 21,18            | 15,86            | 10,00            | 5,89             |                  |
| Середня температура, °C                       | −0,1             | 2,30             | 6,91             | 11,60            | 16,64            | 19,76            | 21,56            | 20,72            | 16,80            | 11,50            | 5,60             | 1,50             |                  |
| Середній мінімум, °C                          | −6,43            | −4,01            | 0,62             | 5,24             | 10,30            | 13,42            | 17,16            | 16,35            | 12,41            | 7,10             | 1,22             | −2,89            |                  |
| Норма опадів, мм                              | 51               | 52               | 48               | 59               | 73               | 98               | 68               | 63               | 56               | 75               | 84               | 67               |                  |
| Середньомісячна швидкість вітру, м/с          | 1.66             | 1.90             | 2.20             | 2.20             | 1.92             | 1.80             | 1.80             | 1.60             | 1.59             | 1.60             | 1.64             | 1.70             |                  |
| Середньомісячна сонячна радіація, кДж/м²·день | 4310             | 7008             | 10943            | 15316            | 19233            | 21384            | 22410            | 20592            | 15064            | 9169             | 4851             | 3609             |                  |
| --------------------------------------------- | ---------------- | ---------------- | ---------------- | ---------------- | ---------------- | ---------------- | ---------------- | ---------------- | ---------------- | ---------------- | ---------------- | ---------------- | ---------------- |
| Джерело:                                      |                  |                  |                  |                  |                  |                  |                  |                  |                  |                  |                  |                  |                  |

## Громадські об'єднання
У селі працюють два культурно-мистецькі товариства: українське культурно-освітнє товариство ім. Тараса Шевченка і хорватське культурно-мистецьке товариство «Посавац», діє футбольний клуб «Посавац», який виступає у п'ятій за рангом хорватській футбольній лізі на рівні Бродсько-Посавської жупанії, клуб настільного тенісу та добровільне пожежне товариство.

## Галерея

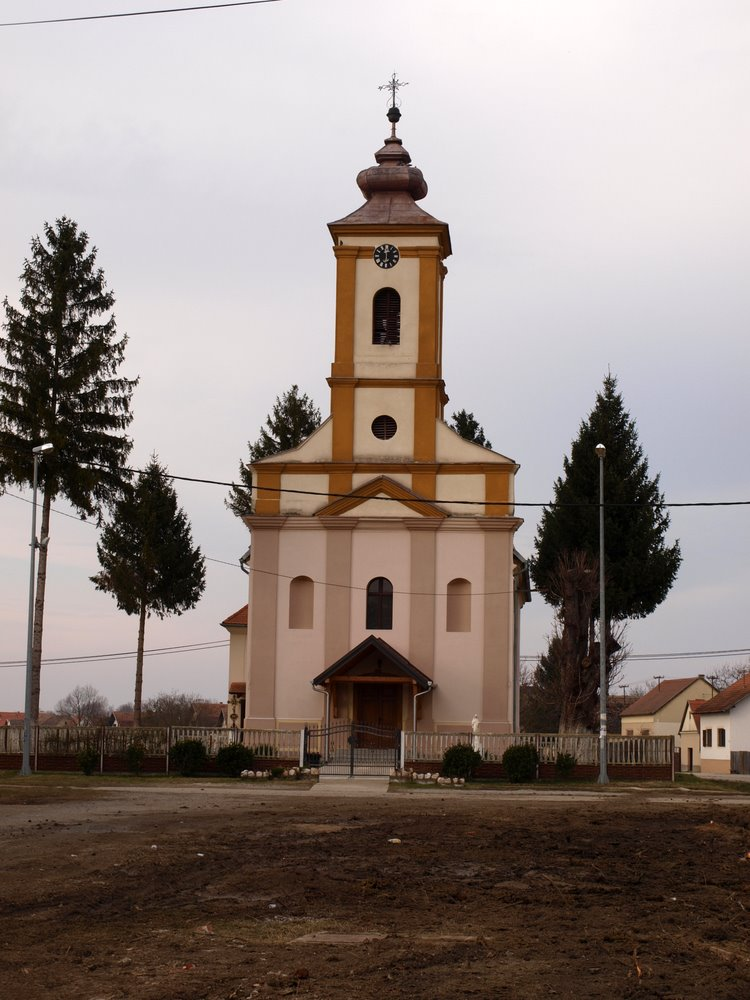
Римо-католицька церква
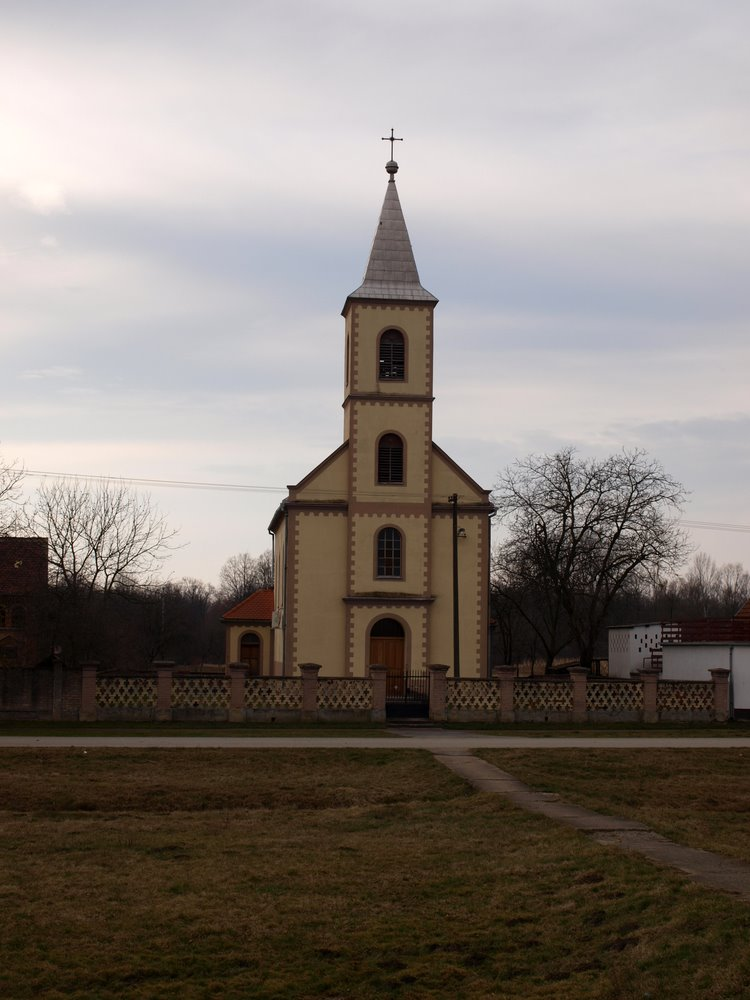
Греко-католицька церква